# Zagrebački stambeni neboderi
Zagreb ima najstariju povijest gradnje stambenih nebodera u Hrvatskoj.
Prvi stambeni neboder izgrađen je Loewyeva visoka kuća ili jednostavno Loewyev neboder, premda po klasifikaciji, nije neboder.

## Povijest
Zagreb doživljava eksploziju gradnje stambenih nebodera 60-ih i 70-ih godina 20.stoljeća, pri čemu su građeni tzv. "commieblockovi", serijski građene visoke zgrade za što veći smještaj ljudi, te se Zagreb po tome ne razlikuje previše od ostatka svijeta.
U značajnije zagrebačke stambene nebodere spadaju:
- Neboderi na Prisavlju (od kojih je jedan najviši stambeni neboder u gradu)
- Trešnjevačka ljepotica
- Richterovi neboderi (popularno zvani "Rakete")
- Neboderi u Ulici braće Domany
- Super Andrija
- Mamutica
- Iblerov neboder (popularno zvan "Drveni neboder")
- Loewyeva visoka kuća (ili jednostavno, Loewyev neboder)

## Vanjske poveznice
|  | Zajednički poslužitelj ima još gradiva o temi Zagrebački stambeni neboderi |

- Sanja Gašparović, Nikša Božić, Odnos stanara prema životu u visokim stambenim zgradama na primjeru Zagreba,  Sveučilište u Zagrebu, Arhitektonski fakultet, 2005.